# さとうまきこ
さとう まきこ（1947年12月23日 - ）は、日本の児童文学作家。本名、水科牧子。東京都出身。上智大学文学部仏文科中退。父は法学者の佐藤功。祖父は佐藤丑次郎。
1973年、ベトナム戦争の脱走兵と少女の交流を描いた「絵にかくとへんな家」で日本児童文学者協会新人賞を受賞。1982年思春期の少女の繊細な心を描いた「ハッピーバースデー」で野間児童文芸推奨作品賞を受賞。2005年「4つの初めての物語」で日本児童文学者協会賞を受賞。そのほか、自伝的要素の強い「わたしの秘密の花園」、ファンタジー「9月0日大冒険」、近著に「犬と私の10の約束　バニラとみもの物語」、「14歳のノクターン」、「ぼくらの輪廻転生」、「千の種のわたしへ ―不思議な訪問者」、「ぼくのミラクルドラゴンばあちゃん」など。

## 賞歴
- 1973年 - 「絵にかくとへんな家」で日本児童文学者協会新人賞を受賞。
- 1982年 - 「ハッピーバースデー」で野間児童文芸推奨作品賞を受賞。
- 2005年 - 「4つの初めての物語」で日本児童文学者協会賞を受賞。

## 著作
- 絵にかくとへんな家 （あかね書房） 1972年10月
- ママはかせい人 （教学研究社） 1979年11月
- きみはUFOを見たか （講談社） 1979年11月
- いけませんせい! いけません （講談社） 1980年03月
- がっこうはどうぶつえん （理論社） 1980年11月
- ねえ きいてよ （講談社） 1981年08月
- ハッピーバースデー （あかね書房） 1982年05月
- 友情のスカラベ （講談社） 1983年08月
- よわむしよわむしたべちゃうぞ （講談社） 1983年12月
- おやつにまほうをかけないで （小峰書店） 1983年12月
- こんにちはUFO （小峰書店） 1984年02月
- クミ+ミク=魔女? （偕成社） 1984年04月
- ふしぎなパーティー屋さん （ひくまの出版） 1984年09月
- 宇宙人のいる教室 （金の星社） 1984年10月
- おにいさんになれるかな? （小峰書店） 1984年12月
- ふたりは屋根裏部屋で （あかね書房） 1985年02月
- SOS！なぞのパソコンじゅく （くもん出版） 1985年03月
- なかよし3人組 きえたこうかん日記 （ポプラ社） 1985年06月
- ぼくのミステリー新聞 （偕成社） 1985年07月
- なかよし3人組 なぞのペンフレンド （ポプラ社） 1985年11月
- ぼくらのミステリー学園 （偕成社） 1985年12月
- 1・2・3(ワンツースリー)でなかなおり （小峰書店） 1986年07月
- こんばんはおばけです （教育画劇） 1986年07月
- SOS!時計よとまれ （くもん出版） 1986年07月
- なかよし3人組ひみつの魔女っ子でんわ （ポプラ社） 1986年10月
- ぼくはかいじゅうツノザウルス （偕成社） 1987年01月
- ガールフレンドは魔法つかい? （偕成社） 1987年08月
- ゆうくんのくろいくつ （小峰書店） 1987年09月
- ぼくの・ミステリーなぼく （偕成社） 1987年11月
- おにいちゃんはうちゅうじん? （金の星社） 1987年11月
- フォア文庫 宇宙人のいる教室 （金の星社） 1988年02月
- クロはうちゅうねこ? （教育画劇） 1988年07月
- ユミとアミのどきどきおたんじょうパーティー （ポプラ社） 1988年10月
- ハッピーバースデー （あかね書房） 1989年01月
- 9月0日大冒険 （偕成社） 1989年07月
- いたずらあかずきんちゃん （あかね書房） 1989年07月
- ぼくのミステリーなあいつ （偕成社） 1989年09月
- ユミとアミのあの子にあげたいチョコレート （ポプラ社） 1990年01月
- ぼくはゆうしゃだぞ （あかね書房） 1990年09月
- スパルタXを探せ （偕成社） 1990年12月
- レベル21 アンジュさんの不思議ショップ （理論社） 1992年03月
- きょうしつはおばけがいっぱい （あかね書房） 1992年09月
- ぼくらのミステリークラブ （偕成社） 1993年03月
- せかいでいちばんほしいもの （あかね書房） 1993年11月
- わたしの秘密の花園 （偕成社） 1994年12月
- ぼくはまほうつかいだぞ （あかね書房） 1995年11月
- ねえきいてよ ころたはもうすぐいちねんせい （講談社） 1995年11月
- ハッピー・バースデイ！幽霊くん （ポプラ社） 1996年06月
- なぞのじどうはんばいき （あかね書房） 1997年06月
- 痛快世界の冒険文学9 鉄仮面 （講談社） 1998年06月
- ぜったいに飼ってはいけないアライグマ （理論社） 1999年10月
- こちら地球防衛軍 （講談社） 2000年04月
- うさぎのなぞなぞ屋 （教育画劇） 2000年07月
- ぼくはおばけのかていきょうし （ポプラ社） 2000年10月
- 東京サハラ （理論社） 2001年12月
- 私、引きこもり主婦です。どんな自分にもYES！を （講談社） 2002年05月
- ロータスの森の伝説－光の戦士ミド （理論社） 2002年06月
- ロータスの森の伝説－影の谷へ （理論社） 2002年11月
- ロータスの森の伝説－よみがえる魔力 （理論社） 2003年06月
- ロータスの森の伝説－黒い塔 （理論社） 2004年01月[2]
- ロータスの森の伝説－最後の決戦 （理論社） 2004年03月
- カラフル文庫 ぼくのミステリー新聞 （ジャイブ株式会社） 2004年03月
- カラフル文庫 ぼくらのミステリー学園 （ジャイブ株式会社） 2004年03月
- ぼくの・トモダチのつくりかた （ポプラ社） 2004年04月
- ぼくはおばけのかていきょうし きょうふのじゅぎょうさんかん （ポプラ社） 2004年05月
- カラフル文庫 ぼくの・ミステリーなぼく （ジャイブ株式会社） 2004年05月
- カラフル文庫 ぼくの・ミステリーなあいつ （ジャイブ株式会社） 2004年07月
- カラフル文庫 ぼくらのミステリークラブ （ジャイブ株式会社） 2004年09月
- 4つの初めての物語 （ポプラ社） 2004年10月
- ぼくらのケータイ3days （ポプラ社） 2005年09月
- ぼくらの家出3days （ポプラ社） 2006年04月
- ぼくらの初恋3days （ポプラ社） 2007年09月
- ピュアフル文庫 4つの初めての物語 （JIVE） 2008年01月
- 犬と私の10の約束 バニラとみもの物語 （ポプラ社） 2008年01月
- きつねと私の12か月（注：翻訳） （世界文化社） 2008年12月
- 14歳のノクターン （ポプラ社） 2009年04月
- おやつにまほうをかけないで（注：新装版復刊） （小峰書店） 2009年10月
- ぼくらの輪廻転生 （角川書店） 2010年05月
- クッキーとコースケ 犬と走る日 （小峰書店） 2011年12月
- ジョイ子とサスケ 初めてのともだち（ポプラ社） 2012年06月
- 偕成社文庫 9月0日大冒険（偕成社） 2012年07月
- あなたへ 天国への手紙（Kindle本） 2012年11月
- 復刻版 ふたりは屋根裏部屋で（復刊ドットコム） 2013年04月
- 文庫版 犬と私の10の約束 バニラとみもの物語（ポプラ社）2013年07月
- 千の種のわたしへ ―不思議な訪問者（偕成社）2013年09月
- ぼくのミラクルドラゴンばあちゃん（小峰書店）2014年11月
- デジタル復刻版　絵にかくとへんな家（sav's factory）2015年04月
- ポプラ世界名作童話「ひみつの花園」（ポプラ社）2016年11月
- 魔法学校へようこそ（偕成社）2017年11月
- ヒマラヤに呼ばれて―この世に偶然はない（ヒカルランド）2018年1月